# Nati nel 1961/Settembre
| Questa pagina contiene informazioni ricavate automaticamente dalle voci biografiche con l'ausilio del template Bio e di un bot. L'aggiornamento è periodico e automatico e ricostruisce completamente la pagina. Se manca una persona in questa lista, sei pregato di non aggiungerla, ma accertati piuttosto che la sua voce biografica contenga il template Bio e che i dati anagrafici siano correttamente compilati. Se il template Bio manca, inseriscilo tu stesso o, in alternativa, metti l'avviso {{tmp\|Bio}} che ne segnala la mancanza. Se i dati riportati sono sbagliati, correggi direttamente la voce biografica; le modifiche saranno visibili in questa lista entro pochi giorni. Per chiarimenti vedi il progetto biografie. La lista contiene solo le 295 persone che sono citate nell'enciclopedia e per le quali è stato implementato correttamente il template Bio. Pagina aggiornata al 10 ago 2025. |

- 1º settembre - Hermann Albrecht, ex arbitro di calcio tedesco
- 1º settembre - Tonino Benacquista, scrittore, sceneggiatore e fumettista francese
- 1º settembre - Bam Bam Bigelow, wrestler statunitense († 2007)
- 1º settembre - Salvatore Campilongo, allenatore di calcio, dirigente sportivo e ex calciatore italiano
- 1º settembre - Carlos Colarte, ex calciatore paraguaiano
- 1º settembre - Jeff Cross, ex cestista statunitense
- 1º settembre - Christopher Ferguson, astronauta e militare statunitense
- 1º settembre - Oscar Giannino, giornalista e politico italiano
- 1º settembre - Salahdine Hmied, ex calciatore marocchino
- 1º settembre - Boney James, sassofonista, cantautore e produttore discografico statunitense
- 1º settembre - Marina Logvinenko, ex tiratrice a segno russa
- 1º settembre - Brian Markinson, attore statunitense
- 1º settembre - Milan Mlađan, ex cestista e allenatore di pallacanestro jugoslavo
- 1º settembre - Dee Dee Myers, politica e funzionario statunitense
- 1º settembre - Massimo Polledri, politico italiano
- 1º settembre - Karen Smyers, triatleta statunitense
- 2 settembre - Nadija Bill'ova, biatleta ucraina
- 2 settembre - Gennaro Cirillo, ex canoista italiano
- 2 settembre - Tim Gallegos, bassista statunitense
- 2 settembre - Eugenio Derbez, attore, regista e produttore cinematografico messicano
- 2 settembre - Tetsuo Hara, fumettista e character designer giapponese
- 2 settembre - Toshinobu Katsuya, ex calciatore e ex giocatore di calcio a 5 giapponese
- 2 settembre - Maurizio Martusciello, musicista, compositore e produttore discografico italiano
- 2 settembre - Luis Guevara Mora, ex calciatore salvadoregno
- 2 settembre - Didier Ollé-Nicolle, allenatore di calcio e ex calciatore francese
- 2 settembre - Federica Paccosi, attrice, modella e showgirl italiana († 2006)
- 2 settembre - Hasmik Papian, soprano armeno
- 2 settembre - Claude Puel, allenatore di calcio e ex calciatore francese
- 2 settembre - Carlos Valderrama, ex calciatore colombiano
- 2 settembre - Anthony Wong Chau-sang, attore, sceneggiatore e regista hongkonghese
- 3 settembre - Nick Brown, ex tennista britannico
- 3 settembre - Cai Zhenhua, ex tennistavolista cinese
- 3 settembre - Luís Castro, allenatore di calcio e ex calciatore portoghese
- 3 settembre - Gianni Cuperlo, politico italiano
- 3 settembre - Claudio Fasulo, autore televisivo, conduttore televisivo e dirigente d'azienda italiano
- 3 settembre - Tiziana Martinengo, autrice televisiva e regista televisiva italiana
- 3 settembre - Michael Schulz, ex calciatore tedesco
- 3 settembre - Augie Wolf, ex pesista statunitense
- 4 settembre - Bernard Casoni, allenatore di calcio e ex calciatore francese
- 4 settembre - Antonio Colella, ex rugbista a 15, allenatore di rugby a 15 e dirigente sportivo italiano
- 4 settembre - Ted Dewan, scrittore e illustratore britannico
- 4 settembre - Pier Foschi, batterista, compositore e attore italiano
- 4 settembre - Manuela Ghizzoni, politica italiana
- 4 settembre - Giachem Guidon, ex fondista svizzero
- 4 settembre - Cédric Klapisch, regista e sceneggiatore francese
- 4 settembre - Nicola Miraglia Del Giudice, magistrato e politico italiano
- 4 settembre - Enrico Peretti, ex pattinatore di short track italiano
- 4 settembre - Uğur Polat, attore turco
- 5 settembre - Giusi Cataldo, regista teatrale e attrice italiana
- 5 settembre - Russell Cross, ex cestista statunitense
- 5 settembre - Christoph Graf, ufficiale svizzero
- 5 settembre - Marc-André Hamelin, pianista e compositore canadese
- 5 settembre - Sylvanus Okpala, ex calciatore nigeriano
- 5 settembre - Ferdinando Ruffini, dirigente sportivo e ex calciatore italiano
- 5 settembre - Eduardo Valdez Basso, allenatore di calcio a 5 e ex giocatore di calcio a 5 brasiliano
- 6 settembre - Ben Davis, direttore della fotografia britannico
- 6 settembre - Girolamo De Michele, scrittore italiano
- 6 settembre - Basil Gorgis, ex calciatore iracheno
- 6 settembre - Michael Hofstetter, direttore d'orchestra tedesco
- 6 settembre - Akira Kuroiwa, ex pattinatore di velocità su ghiaccio giapponese
- 6 settembre - Pino Marzella, ex hockeista su pista, allenatore di hockey su pista e dirigente sportivo italiano
- 6 settembre - Alden McLaughlin, politico britannico
- 6 settembre - Wendi Richter, ex wrestler statunitense
- 6 settembre - Scott Travis, batterista statunitense
- 6 settembre - Paul Waaktaar-Savoy, chitarrista e compositore norvegese
- 6 settembre - Glenn Weiss, regista televisivo e produttore televisivo statunitense
- 7 settembre - Edy Angelillo, attrice italiana
- 7 settembre - Sergio Colabona, regista, autore televisivo e sceneggiatore italiano
- 7 settembre - Enrico Coletti, produttore cinematografico, regista e sceneggiatore italiano
- 7 settembre - Donald Curry, ex pugile statunitense
- 7 settembre - Sonja Dragomirova, ex cestista bulgara
- 7 settembre - Eva Grimaldi, attrice e personaggio televisivo italiana
- 7 settembre - Jochen Horst, attore tedesco
- 7 settembre - Chris Owens, attore canadese
- 7 settembre - József Szájer, politico ungherese
- 7 settembre - Jean-Yves Thibaudet, pianista francese
- 8 settembre - Fernanda Abreu, cantante e compositrice brasiliana
- 8 settembre - Richard Berg, scenografo canadese
- 8 settembre - Compagno Artemio, terrorista peruviano
- 8 settembre - Ulf Hoffmann, ex ginnasta tedesco orientale
- 8 settembre - Danijel Jusup, allenatore di pallacanestro croato
- 8 settembre - Slavica Pečikoza, ex cestista jugoslava
- 8 settembre - Paul Zanetti, disegnatore australiano
- 9 settembre - Francesco Castellani, regista e sceneggiatore italiano
- 9 settembre - Domenico Cavallo, ciclista su strada e dirigente sportivo italiano († 2023)
- 9 settembre - James Corsi, giocatore di baseball statunitense († 2022)
- 9 settembre - Justo Jacquet, ex calciatore paraguaiano
- 9 settembre - Matjaž Kek, allenatore di calcio e ex calciatore jugoslavo
- 9 settembre - Pietro Lagnese, arcivescovo cattolico italiano
- 9 settembre - Neal Purvis e Robert Wade, sceneggiatore britannico
- 9 settembre - Corso Salani, regista, sceneggiatore e attore italiano († 2010)
- 9 settembre - Issam Zahreddine, generale siriano († 2017)
- 10 settembre - Jörg Freimuth, ex altista tedesco
- 10 settembre - Angela Gargano, ultramaratoneta italiana
- 10 settembre - Gladys Moisés, politica e avvocata argentina († 2022)
- 10 settembre - Alberto Núñez Feijóo, politico spagnolo
- 10 settembre - Dimitrie Popescu, canottiere rumeno († 2023)
- 10 settembre - Wesley Simina, politico micronesiano
- 10 settembre - Ian Edwin Stewart, ex calciatore nordirlandese
- 10 settembre - Sedale Threatt, ex cestista statunitense
- 11 settembre - Antonello Caporale, giornalista e saggista italiano
- 11 settembre - Fëdor Dobronravov, attore, regista e cantante russo
- 11 settembre - Giovanni Evangelisti, ex lunghista italiano
- 11 settembre - Aldo Farias, chitarrista e compositore italiano
- 11 settembre - Susan Gibney, attrice statunitense
- 11 settembre - Elizabeth Daily, attrice, doppiatrice e cantante statunitense
- 11 settembre - Virginia Madsen, attrice statunitense
- 11 settembre - Don Mosebar, ex giocatore di football americano statunitense
- 11 settembre - Thierry Oleksiak, allenatore di calcio e ex calciatore francese
- 11 settembre - Barbara Pietrasanta, artista e pubblicitaria italiana
- 11 settembre - Kevin Williams, ex cestista statunitense
- 12 settembre - Francesco Carlà, giornalista e imprenditore italiano
- 12 settembre - Andy Earl, ex rugbista a 15 e allenatore di rugby a 15 neozelandese
- 12 settembre - Mylène Farmer, cantautrice e ballerina francese
- 12 settembre - Daniela Ferrian, ex velocista italiana
- 12 settembre - Silvia Grilli, giornalista italiana
- 12 settembre - Marco Guida, compositore di scacchi italiano
- 12 settembre - Christiane Jolissaint, ex tennista svizzera
- 12 settembre - Mario Martínez, ex tennista boliviano
- 12 settembre - Luca Romagnoli, politico e geografo italiano
- 12 settembre - Roberto Saccà, tenore tedesco
- 12 settembre - Pierluigi Tami, allenatore di calcio e ex calciatore svizzero
- 13 settembre - Laura Boccanera, doppiatrice e direttrice del doppiaggio italiana
- 13 settembre - Luigi Brugnaro, imprenditore, dirigente d'azienda e dirigente sportivo italiano
- 13 settembre - Željko Buvač, dirigente sportivo, allenatore di calcio e ex calciatore bosniaco
- 13 settembre - Pancho Campo, enologo e imprenditore cileno
- 13 settembre - Michael Joseph Dooley, vescovo cattolico neozelandese
- 13 settembre - Fiona, cantante e attrice statunitense
- 13 settembre - KK Null, musicista e compositore giapponese
- 13 settembre - Alessandro Lanaro, imprenditore e ex giocatore di curling italiano
- 13 settembre - Nigel Lloyd, ex cestista, allenatore di pallacanestro e dirigente sportivo barbadiano
- 13 settembre - Dave Mustaine, cantante, chitarrista e produttore discografico statunitense
- 13 settembre - Massimo Onofri, scrittore, critico letterario e saggista italiano
- 13 settembre - Peter Roskam, politico e avvocato statunitense
- 14 settembre - Marc Beaumont, vescovo cattolico francese
- 14 settembre - Steven Donziger, avvocato statunitense
- 14 settembre - Martina Gedeck, attrice tedesca
- 14 settembre - Géza Wittmann, allenatore di calcio e ex calciatore ungherese
- 15 settembre - Katia Beni, attrice italiana
- 15 settembre - Brenda Buglione, ex sciatrice alpina statunitense
- 15 settembre - Carmen Bunaciu, ex nuotatrice rumena
- 15 settembre - Gustavo Cordera, cantante argentino
- 15 settembre - Vincenzo D'Agostino, paroliere italiano
- 15 settembre - Frank Emmelmann, ex velocista tedesco
- 15 settembre - Bengt Fjällberg, ex sciatore alpino svedese
- 15 settembre - Lidija Muhtarovna Jusupova, attivista russa
- 15 settembre - Dan Marino, ex giocatore di football americano statunitense
- 15 settembre - Colin McFarlane, attore britannico
- 15 settembre - Ute Oberhoffner, ex slittinista tedesca orientale
- 15 settembre - Sergio Pappalettera, grafico, designer e direttore artistico italiano
- 15 settembre - Demetrio Salvi, critico cinematografico italiano
- 15 settembre - Andrés Simón, ex velocista cubano
- 16 settembre - Angelo Cassani, mafioso italiano
- 16 settembre - Alessandro Cecchi Paone, giornalista, conduttore televisivo e divulgatore scientifico italiano
- 16 settembre - Carlos Conde, ex calciatore spagnolo
- 16 settembre - Fiona Graham, antropologa australiana († 2023)
- 16 settembre - Kevin LaVallée, ex hockeista su ghiaccio canadese
- 16 settembre - Phil Lafon, wrestler canadese
- 16 settembre - Mark Luckhurst, bassista e compositore britannico
- 17 settembre - Dario Bellomo, ex calciatore italiano
- 17 settembre - Stefano Brondi, allenatore di calcio e ex calciatore italiano
- 17 settembre - Jim Cornette, sceneggiatore statunitense
- 17 settembre - Kevin Crow, allenatore di calcio e ex calciatore statunitense
- 17 settembre - Barry Davis, ex lottatore statunitense
- 17 settembre - Dario Donà, ex calciatore italiano
- 17 settembre - Sergio Marchant, calciatore cileno († 2020)
- 17 settembre - Pamela Melroy, ex astronauta statunitense
- 17 settembre - Nives Meroi, alpinista italiana
- 17 settembre - Aleksandr Stalievič Portnov, ex tuffatore sovietico
- 17 settembre - Ty Tabor, chitarrista statunitense
- 18 settembre - Andrew Airlie, attore britannico
- 18 settembre - Chiara Fiume, ex sciatrice alpina italiana
- 18 settembre - Maurizio Fiume, regista e sceneggiatore italiano
- 18 settembre - James Gandolfini, attore e produttore televisivo statunitense († 2013)
- 18 settembre - Carlos Guirland, ex calciatore paraguaiano
- 18 settembre - Ahmed Hamada, ex ostacolista bahreinita
- 18 settembre - Joseph Kony, guerrigliero e militare ugandese
- 18 settembre - Mark Olson, musicista e cantautore statunitense
- 18 settembre - Urbano Barberini, attore italiano
- 18 settembre - Lori e George Schappell, cantante statunitense († 2024)
- 18 settembre - Iñigo Urkullu, politico spagnolo
- 18 settembre - Bernard Werber, scrittore e giornalista francese
- 19 settembre - Sergej Babenko, ex cestista sovietico
- 19 settembre - Josimar, ex calciatore brasiliano
- 19 settembre - Massimo Liverani, pilota di rally italiano
- 19 settembre - Claudio Pozzani, poeta, romanziere e musicista italiano
- 19 settembre - Kai Wessel, regista cinematografico, fotografo e regista televisivo tedesco
- 20 settembre - Paolo Beltraminelli, politico svizzero
- 20 settembre - James Colby, attore statunitense († 2018)
- 20 settembre - Antonella Faggi, politica italiana
- 20 settembre - Roberto Genuin, religioso italiano
- 20 settembre - Erwin Koeman, allenatore di calcio e ex calciatore olandese
- 20 settembre - Bettina Pfleiderer, medica e chimica tedesca
- 20 settembre - Filippo Piccone, politico italiano
- 21 settembre - Philippe Anziani, allenatore di calcio e ex calciatore francese
- 21 settembre - Gaetano Auteri, allenatore di calcio e ex calciatore italiano
- 21 settembre - Maurizio Brucchi, politico italiano
- 21 settembre - Fabio Ciollaro, vescovo cattolico italiano
- 21 settembre - Billy Collins Jr., pugile statunitense († 1984)
- 21 settembre - Kelly Evernden, allenatore di tennis e ex tennista neozelandese
- 21 settembre - Eva-Maria Ittner, ex schermitrice tedesca
- 21 settembre - Eva Karlsson, ex canoista svedese
- 21 settembre - Andy Lau, attore e cantante hongkonghese
- 21 settembre - Fabrizio Paoletti, sassofonista italiano
- 21 settembre - Serena Scott Thomas, attrice britannica
- 21 settembre - Yumi Takada, doppiatrice giapponese
- 21 settembre - Mino Taveri, giornalista e conduttore televisivo italiano
- 21 settembre - Nancy Travis, attrice statunitense
- 22 settembre - Jack Buckner, ex mezzofondista britannico
- 22 settembre - Barbara Contini, politica e funzionaria italiana
- 22 settembre - Bonnie Hunt, attrice, produttrice televisiva e regista statunitense
- 22 settembre - Santiago Lange, velista argentino
- 22 settembre - Halim Mersini, ex calciatore albanese
- 22 settembre - Ágnes Németh, ex cestista ungherese
- 22 settembre - Catherine Oxenberg, attrice statunitense
- 22 settembre - Marq Torien, cantante e chitarrista statunitense
- 22 settembre - Michael Torke, compositore statunitense
- 23 settembre - Gintaras Grušas, arcivescovo cattolico lituano
- 23 settembre - Bruce Cohen, produttore cinematografico statunitense
- 23 settembre - Milena Gasperoni, politica sammarinese
- 23 settembre - Gianni Guardigli, drammaturgo italiano
- 23 settembre - Chi McBride, attore statunitense
- 23 settembre - William McCool, astronauta statunitense († 2003)
- 23 settembre - Enzo Raisi, politico italiano
- 23 settembre - Walter Sordi, collaboratore di giustizia e ex terrorista italiano
- 23 settembre - Mercedes del Risco, ex schermitrice cubana
- 24 settembre - Pierre Cosso, attore, cantante e compositore francese
- 24 settembre - Jack Dee, cabarettista, attore e sceneggiatore britannico
- 24 settembre - Nancy Garapick, ex nuotatrice canadese
- 24 settembre - Peter Hrstic, ex calciatore austriaco
- 24 settembre - Giōrgos Lemesios, ex calciatore cipriota
- 24 settembre - John Logan, sceneggiatore e drammaturgo statunitense
- 24 settembre - Renato Oniga, filologo classico e latinista italiano
- 25 settembre - Mario Díaz-Balart, politico statunitense
- 25 settembre - Heather Locklear, attrice e ex modella statunitense
- 25 settembre - Eduardo Martínez, ex pallavolista e ex giocatore di beach volley argentino
- 25 settembre - Frankie Randall, pugile statunitense († 2020)
- 25 settembre - Dagmar Reichardt, letterata tedesca
- 25 settembre - Maria Laura Rodotà, giornalista italiana
- 25 settembre - Ronnie Whelan, allenatore di calcio e ex calciatore irlandese
- 25 settembre - Tracy Wilson, ex danzatrice su ghiaccio e allenatrice di pattinaggio canadese
- 26 settembre - Terry Brock, cantante, chitarrista e compositore statunitense
- 26 settembre - Jeanie Buss, dirigente sportiva statunitense
- 26 settembre - Ario Costa, ex cestista e dirigente sportivo italiano
- 26 settembre - Cindy Herron, cantante e attrice statunitense
- 26 settembre - Alexander Kellner, paleontologo liechtensteinese
- 26 settembre - Ken Mitsuishi, attore giapponese
- 26 settembre - Kjell Inge Olsen, allenatore di calcio norvegese
- 26 settembre - Franco Ricciardiello, scrittore italiano
- 26 settembre - Anjo Sadăkov, calciatore e allenatore di calcio bulgaro († 2017)
- 26 settembre - Will Self, scrittore, giornalista e personaggio televisivo britannico
- 26 settembre - Thalia Zedek, cantante e chitarrista statunitense
- 27 settembre - Fausto Bonzi, fondista di corsa in montagna italiano
- 27 settembre - Norris Coleman, ex cestista statunitense
- 27 settembre - Daniele D'Orto, allenatore di calcio a 5 e ex giocatore di calcio a 5 italiano
- 27 settembre - Waldemar Matysik, allenatore di calcio e ex calciatore polacco
- 27 settembre - Monty Oxy Moron, tastierista britannico
- 27 settembre - Antonella Mularoni, politica e ex magistrato sammarinese
- 27 settembre - Jean-Marc Rozon, ex sciatore freestyle canadese
- 27 settembre - Akiyuki Shinbō, regista giapponese
- 28 settembre - Francesco Daveri, economista italiano († 2021)
- 28 settembre - Jordanka Donkova, ex ostacolista bulgara
- 28 settembre - Jean-Daniel Délèze, ex sciatore alpino svizzero
- 28 settembre - Ulrich Eifler, ex schermidore tedesco
- 28 settembre - Maurizio Faraone, militare sammarinese
- 28 settembre - Gregory Jbara, attore statunitense
- 28 settembre - Kazuya Nakamura, preparatore atletico e ex calciatore giapponese
- 28 settembre - Vittorio Emanuele Parsi, politologo italiano
- 28 settembre - Didier Philippe, allenatore di calcio, dirigente sportivo e ex calciatore francese
- 28 settembre - Salvatore Racalbuto, ex arbitro di calcio italiano
- 28 settembre - Shannon Smith, ex nuotatrice canadese
- 28 settembre - Tineke Strik, politica olandese
- 28 settembre - Anne White, ex tennista statunitense
- 28 settembre - Antonella Zucchini, commediografa e scrittrice italiana
- 28 settembre - Tatiana de Rosnay, scrittrice e sceneggiatrice francese
- 29 settembre - Norberto Bocchi, giocatore di bridge italiano
- 29 settembre - Tom Tattoo, artista italiano
- 29 settembre - Mohammed Dahlan, politico e generale palestinese
- 29 settembre - Dale Dickey, attrice statunitense
- 29 settembre - Rolando Fontan, politico italiano
- 29 settembre - Julia Gillard, politica australiana
- 29 settembre - Tobias Hoesl, attore e ex ballerino tedesco
- 29 settembre - Eddie Phillips, ex cestista statunitense
- 29 settembre - Sabiha Sumar, regista pakistana
- 29 settembre - Zoran Tegeltija, politico bosniaco
- 30 settembre - Lütfi Arıboğan, ex cestista turco
- 30 settembre - Crystal Bernard, attrice e cantautrice statunitense
- 30 settembre - Francesco Bruni, sceneggiatore e regista italiano
- 30 settembre - Giuseppe Giusto, allenatore di calcio e ex calciatore italiano
- 30 settembre - Pedro Pedrucci, ex calciatore uruguaiano
- 30 settembre - Konrad Polthier, matematico tedesco
- 30 settembre - Eric Stoltz, attore, regista e produttore cinematografico statunitense
- 30 settembre - Judit Szöllősi, ex cestista ungherese
- 30 settembre - Eric van de Poele, ex pilota automobilistico belga
- 30 settembre - Sally Yeh, cantante cinese